# Recoules-d'Aubrac
Recoules-d'Aubrac là một xã ở tỉnh Lozère trong vùng Occitanie, phía nam nước Pháp. Xã này có diện tích 26,55 km2, dân số năm 1999 là 272 người.